# Башали
Башали (на македонска литературна норма: Башали) е село в община Валандово, Северна Македония.

## География
Башали е разположено в прохода между Плавуш от изток и Градешката планина от запад.

## История
В края на XIX век Башали е предимно турско село в Дойранска каза на Османската империя. В „Етнография на вилаетите Адрианопол, Монастир и Салоника“, издадена в Константинопол в 1878 година и отразяваща статистиката на населението от 1873 година, Бахчели (Bahtchely) е посочено като селище с 90 домакинства, като жителите му са 168 мюсюлмани. Според статистиката на Васил Кънчов („Македония. Етнография и статистика“) от 1900 година, Бахчели има 344 жители, от които 320 турци и 24 цигани.